# Ignacio Agramonte
Ignacio Agramonte y Loynaz (Puerto Príncipe, hoy Camagüey, Cuba, 23 de diciembre de 1841 – Jimaguayú, 11 de mayo de 1873), conocido como "el Mayor", fue un abogado, político, militar y patriota cubano.

## Biografía
Nacido en la casa marcada con el número 5 de la calle de "La Soledad", fue hijo del licenciado Ignacio Agramonte Sánchez Pereira, abogado como muchos de sus antecesores, de origen navarro por línea paterna, y de María Filomena Loynaz y Caballero, procedente de una antigua familia adinerada del Camagüey.[cita requerida]
Realizó sus primeros estudios en su ciudad natal y luego, ante la imposibilidad de iniciar estudios superiores en Puerto Príncipe, en 1852 fue enviado a Barcelona, España, donde ingresó primeramente en el colegio de Isidoro Prats, en el que cursó tres años de Latinidad y Humanidades.[cita requerida]
En 1855 comenzó sus estudios elementales de filosofía, en opción al título de Bachiller en Artes, en el colegio de José Figueras, ambos centros docentes estaban ascriptos a la Universidad de Barcelona, donde ingresa en 1856; al año siguiente regresa a Cuba y en la Universidad de La Habana estudia Derecho Civil y Canónico, para recibir su título de licenciado en 11 de junio de 1865.[cita requerida]
Dos años más permaneció en la universidad, pues aunque ejercía como abogado, continuó los estudios correspondientes al doctorado hasta el 24 de agosto de 1867, cuando realizó su último examen.[cita requerida]

## Matrimonio
El 1 de agosto de 1868 contrajo matrimonio con Amalia Simoni, el amor de su vida, en la Iglesia de "Nuestra Señora de la Soledad", unión de la que nacieron sus dos hijos: Ernesto, en la manigua, y Herminia, a quien no llegó a conocer.[cita requerida]
Es muy conocida la literatura epistolar que dirigió a su amada Amalia:
"Idolatrada esposa mía: Mi pensamiento más constante en medio de tantos afanes es el de tu amor y el de mis hijos. Pensando en ti, bien mío, paso mis horas mejores, y toda mi dicha futura la cifro en volver a tu lado después de libre Cuba. ¡Cuántos sueños de amor y de ventura, Amalia mía! Los únicos días felices de mi vida pasaron rápidamente a tu lado embriagado de tus miradas y tus sonrisas. Hoy no te veo, no te escucho, y sufro con esta ausencia que el deber me impone. Por eso vivo en lo porvenir y cuento con afán las horas presentes que no pasan con tanta velocidad como yo quisiera..."
Camagüey, 1 de julio de 1871

## Masón
En 1867 se vincula a la fundación de la logia Tínima, creada con fines conspirativos.[cita requerida]

## Levantamiento en armas
Una vez iniciada la Guerra por Carlos Manuel de Céspedes el 10 de octubre de 1868 en La Demajagua, los camagüeyanos secundan la acción con el levantamiento armado en "Las Clavellinas"", el 4 de noviembre. Ignacio Agramonte queda en la ciudad a cargo del aseguramiento del movimiento revolucionario, por lo que se incorpora a la manigua el día 11 en el ingenio "El Oriente", en las cercanías de Sibanicú.
Muy pronto muestra sus dotes de dirigente político al enfrentarse en la reunión del paradero de "Las Minas" a Napoleón Arango y sus seguidores el 26 de noviembre de 1868, quienes proponían un acuerdo con la metrópoli basado en reformas políticas; Agramonte replica vigorosamente:
"Acaben de una vez los cabildeos, las torpes dilaciones, las demandas que humillan: Cuba no tiene más camino que conquistar su redención, arrancándosela a España por la fuerza de las armas."
Existía una contradicción sobre el momento de llevar a cabo el levantamiento en armas pues los camagüeyanos eran partidarios de aplazar el levantamiento hasta 1869 después de la zafra azucarera mientras que por otra parte los manzanilleros seguidos por el resto de los orientales no querían esperar más y se pronunciaron el 10 de octubre de 1868 en "La Demajagua" bajo el liderazgo de Carlos Manuel de Céspedes.
Las discrepancias que existían se pusieron de manifiesto al convocarse y celebrarse la Asamblea de Guáimaro, en donde se aprobó la Carta Constitucional redactada por Agramonte y el habanero Antonio Zambrana. Estas discrepancias estaban dadas porque Carlos Manuel de Céspedes defendía el mando centralizado político-militar e Ignacio Agramonte se pronunciaba por las instituciones democráticas.
El 26 de febrero de 1869 en Sibanicú, queda constituida la Asamblea de Representantes del Centro, la que integra Agramonte, más tarde haría prevalecer sus opiniones en la Asamblea de Guáimaro donde se redacta la primera constitución de La República en Armas.

## Mayor General
A pocos días de la Asamblea de Guáimaro, el 26 de abril, Agramonte renuncia al escaño en la Cámara de Representantes, al ser nombrado Mayor General del Ejército Libertador, jefe de la División de Camagüey.[cita requerida]
Su primera actividad militar es la organización de talleres y fábricas donde se reparan y elaboran los medios necesarios para las fuerzas insurrectas. En este período dirige importantes acciones como el Combate de Ceja de Altagracia, y el ataque a Puerto Príncipe, participa como segundo al mando en el Combate de Minas de Juan Rodríguez dirigido por el mayor general Thomas Jordan.[cita requerida]

## Aporte a la guerra de guerrillas
En abril de 1870, a causa de las discrepancias con Céspedes en cuanto al modo de realizar la guerra, renuncia a la jefatura militar de Camagüey y permanece sin mando, aunque mantuvo su graduación y participó en combates como Ingenio Grande, Jimirú, Socorro... y continuó su propio adiestramiento, especialmente en la utilización de la caballería en función de la guerra de guerrillas.
A principios de 1871 Céspedes le ofrece la jefatura militar de Camagüey, la que reasume el 17 de enero, cuando la situación de los insurrectos era muy grave en la región, momento a partir del cual se experimenta un mejoramiento progresivo y las fuerzas mambisas pasan de la defensiva a la ofensiva.

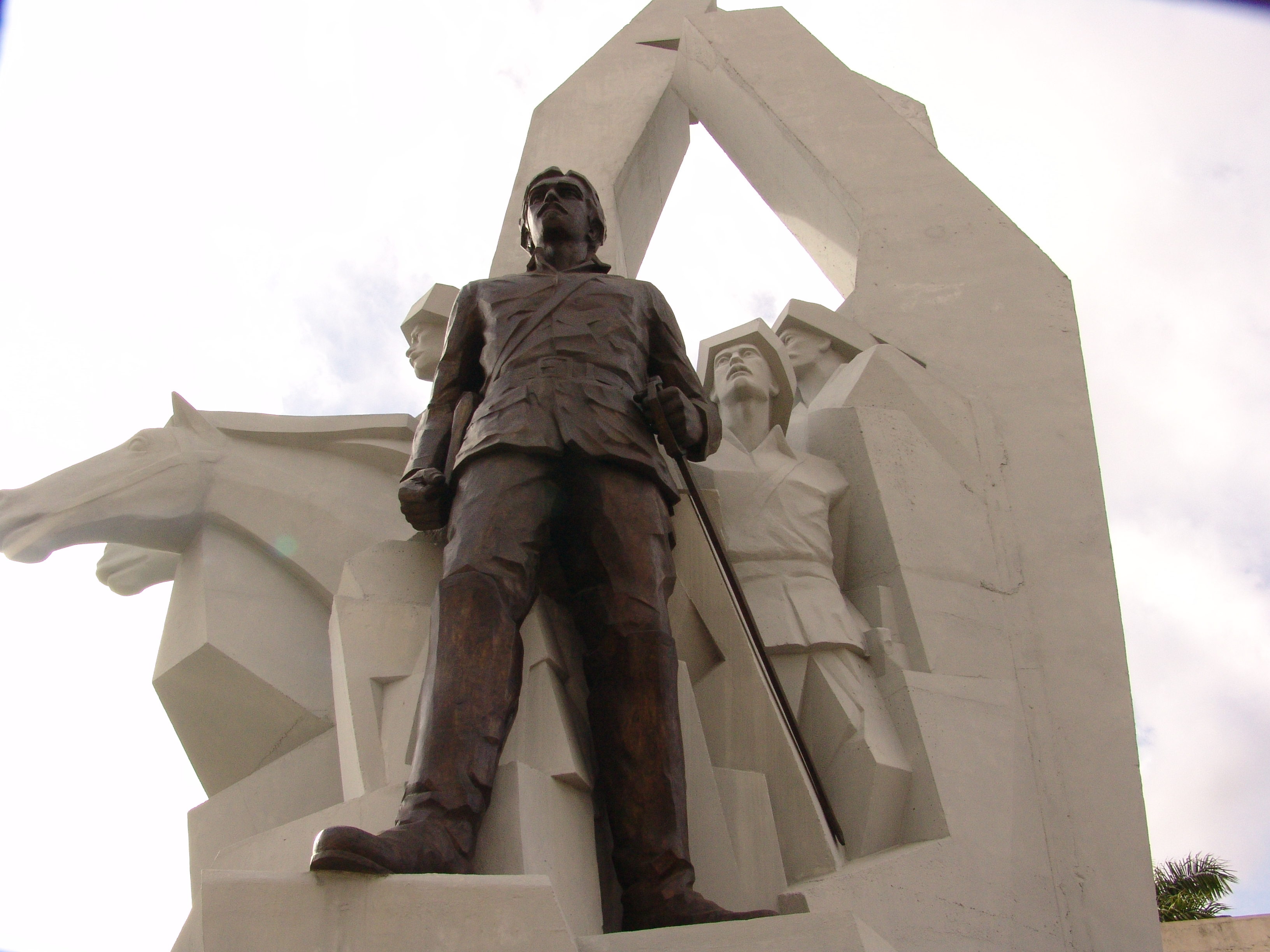
Estatua de Ignacio Agramonte en la Plaza de la Revolución de Camagüey.

## Actividad política en la Cámara de Representantes
En la conocida Asamblea de Guáimaro, celebrada para lograr la unificación de los insurrectos y con vistas a proveer de instituciones a la futura República, se creó un gobierno republicano unicameral, con una Cámara de Representantes con el poder no sólo de legislar, sino de nombrar y deponer al Presidente de La República. 
El poder ejecutivo fue concebido con muy poca fortaleza e independencia y en general la estructura gubernamental era extremadamente utópica para las condiciones de guerra y falta de territorio liberado existente. Esta Cámara posteriormente limitó los poderes de Carlos Manuel de Céspedes e incluso le destituyó, lo que sería el primero de una serie de eventos de una política desafortunada que permitió el fin de la contienda sin haber logrado la independencia. Ignacio Agramonte y su hermano Eduardo, ambos con ideales republicanos muy elevados, pero poco realistas en el inicio de la Guerra de los Diez Años, contribuyeron bastante a la formación de ese gobierno y a los conflictos políticos internos de los inicios de la guerra.
Ignacio Agramonte estuvo incluso enfrentado dentro del gobierno al Presidente Carlos Manuel de Céspedes, supuestamente combatiendo sus potenciales o reales tendencias dictatoriales, y le acusó de extender favores a familiares y de mantener una actitud despótica. Más allá del trasfondo real que pudieran tener algunas de estas acusaciones, la actitud de Agramonte en esta etapa aumentó la división en el seno del Gobierno, que en aquellos momentos necesitaba un Poder Ejecutivo fuerte y Generales con el poder de convocar, decidir y organizar la lucha.
Las disensiones llegaron hasta tal punto que Agramonte retó a duelo al Presidente Céspedes, quien con gran madurez política –jamás por cobardía– declinó el enfrentamiento personal bajo el argumento de ser ambos necesarios para la independencia de Cuba, conminándole a someterse a las órdenes del Gobierno en Armas. Como ya se ha expresado, en esa época Agramonte abandonó su escaño en la Cámara de Representantes y asumió el mando militar de la provincia de Camagüey.

## Organización militar del Camagüey. La Caballería del Mayor
Agramonte, ante la difícil situación creada en Oriente por la Creciente de Valmaseda y los recientes triunfos militares españoles en los llanos camagüeyanos, asumió el mando del Camagüey y se dio a la tarea de organizar a los indisciplinados mambises (soldados del ejército libertador) de la región. 
De intensas lecturas históricas y militares, y del aprendizaje en el uso del machete que enseñara Gómez a los cubanos, extrajo la esencia organizativa para una caballería que se hizo célebre durante los años 1871 a 1873.
Con la ayuda del capitán y luego comandante Henry Reeve (quien llegara a ser Brigadier). Éste era un joven de grandes dotes militares y probada valentía nacido en Nueva York y que se comprometió hasta la muerte con la independencia de Cuba), organizó a la caballería en manípulos o regimientos pequeños, constituidos cada uno por mambises que residieran en una misma zona y que podían ser convocados con increíble rapidez por mensajeros que poseían los caballos más rápidos y que cambiaban sus cabalgaduras para las cargas al machete.
La caballería del Mayor, como le conocían sus soldados, estaba exquisitamente entrenada para moverse al toque del clarín del corneta en maniobras de extraordinaria velocidad y eficacia que desordenaban y deshacían los cuadros defensivos de las columnas españolas. Con enorme rapidez las fuerzas cubanas se partían en dos o más grupos en maniobras diversionistas o envolventes, para luego unirse en una carga arrolladora. 
Siendo un excelente jinete y esgrimista, con un valor personal a toda prueba y exigiéndose a sí mismo el máximo para poder exigir lo mismo a sus hombres, Agramonte era idolatrado por sus soldados. En unos pocos meses la caballería dirigida por él y por Reeve se hizo dueña de los campos del Camagüey y de numerosos poblados, al punto de existir un momento en estos años en que quedaron en manos de los españoles sólo cuatro poblaciones: Puerto Príncipe (Camagüey), Florida, Nuevitas y Santa Cruz del Sur. El resto de las poblaciones y todo el campo, estaba en manos de los mambises.

## El Rescate de Sanguily
Como el Rescate de Sanguily se conoce una de las proezas militares de los inicios de la guerra de los diez años llevada a cabo por Ignacio Agramonte.
El 7 de octubre de 1871, el mayor general Ignacio Agramonte acampó con la fuerza de su mando, unos 70 jinetes, en el potrero de Consuegra, al sur de Puerto Príncipe, ocasión que aprovechó el brigadier Julio Sanguily para solicitar autorización para dirigirse al bohío de Cirila López, en la finca Santo Domingo, frente a Loma Bonita, para que ésta le arreglase la única muda de ropa que poseía. Sin el debido permiso marcha al amanecer del día siguiente, poco tiempo después de llegar a su destino es sorprendido y hecho prisionero por una caballería española compuesta de 120 rifleros a caballo.
Enterado Agramonte de la funesta noticia escogió 35 jinetes y ordenó a Henry Reeve que siguiera el rastro del enemigo a marcha forzada, el que es divisado en la finca de Toño Torres o pozo de La Esperanza, cuando trasponía la cuenta del camino. Casi a la vista de los españoles El Mayor explicó a sus compañeros que era preciso: 
"rescatar vivo o muerto a Sanguily o perecer todos en la demanda."
Sorprendidos los españoles por la furiosa carga iniciada por el capitán Palomino, apenas pudieron ofrecer resistencia organizada, dejando sobre el campo once muertos, llevándose Agramonte consigo a su querido brigadier.
Esto fue posible por la acerada disciplina y entrenamiento de la caballería mambisa, que funcionaba inmejorablemente en acciones rápidas, en pequeños núcleos, donde el sistema de órdenes y organización táctica en las acciones era muy eficaz. 
A veces se cree que esta fue una acción improvisada (lo fue como acción, pero su éxito fue asegurado por el trabajo de organización e instrucción del Mayor), sin embargo fue el producto lógico del entendimiento de la disciplina de la caballería adaptada a las especificaciones del terreno, las características de la guerra y el momento.
Los españoles se vieron totalmente impedidos de responder eficientemente ante la rapidez y la coherencia de esta acción combativa.

## Muerte y legado
Durante una de sus más brillantes campañas, tras reconstruir las fuerzas del centro de la Isla, preparando la invasión de la provincia de Las Villas que tanto había sido propuesta por Máximo Gómez, cae en combate el 11 de mayo de 1873, en los potreros de Jimaguayú.
Una emboscada lo sorprende con pocos ayudantes y una bala en una sien lo derriba. Los soldados españoles carterean el cadáver y los oficiales al reconocer los documentos, ordenan llevar el cuerpo hacia Puerto Príncipe, donde es expuesto en el hospital de la Iglesia de San Juan de Dios, y quemado al día siguiente, soplando las cenizas a los cuatro vientos para intentar conjurar su ejemplo libertador.
Mucho se ha hablado de su muerte, siendo una pieza clave en la organización militar y política de la guerra. Quizás siendo el personaje de mayor influencia entre las fuerzas mambisas y población cubana en ese momento, con la suficiente universalidad para ser aceptado y valorado por la totalidad de los cubanos, a pesar de la alta dosis de localismo que existía en la época. Por un lado, su carácter tenía un grado inusualmente alto de disciplina, conocimiento del terreno y comprensión de la lógica de la guerra y por otro, esta emboscada es posiblemente un acto de imprudencia por parte del Mayor y fortuito por parte española, que se había mostrado impotente no sólo de hacerle frente sino aún más, de capturarlo. En cualquier caso fue una pérdida que quizás no fue superada nunca en el curso de la guerra de los 10 años y su vacío militar y político fue sólo llenado por los prohombres de la independencia como Martí, Gómez y Maceo, más adelante.
De Ignacio Agramonte, el Apóstol Martí expresa lo siguiente, comentando el valor cívico y la preclaridad política del Mayor, cuando habla de Céspedes, que en algunos momentos mostró serias diferencias con él, y que, sin embargo, lo defendió en justa y desinteresada manera en toda la grandeza que merecía aquel que se ganaría el apelativo de Padre de La Patria.
"Pero jamás fue tan grande, ni aun cuando profanaron su cadáver sus enemigos, como cuando al oír la censura que hacían del gobierno lento sus oficiales, deseosos de verlo rey por el poder como lo era por la virtud, se puso de pie, alarmado y soberbio, con estatura que no se ha visto hasta entonces, dijo estas palabras: Nunca permitiré que se murmure en mi presencia del Presidente de la República." 
(refiriéndose a Carlos Manuel de Céspedes).